# アルシャー左旗バヤンホト空港
アルシャー左旗バヤンホト空港（中国語：阿拉善左旗巴彦浩特机场）は、中国内モンゴル自治区アルシャー盟アルシャー左旗バヤンホト鎮にある空港。
アルシャー盟にある3つのコミューター空港の中の1つで、2013年12月17日に開港した。

## 設計
空港には、長さ2400メートルの滑走路、面積が1500平方メートルのターミナル、3つの係留場がある。この空港は2020年の旅客輸送量25万人の目標に設計されている。

## 使用している航空会社とその行先
2017 - 2018冬・春季シーズン
| 航空会社       | 就航地                                                           |
| -------------- | ---------------------------------------------------------------- |
| 天津航空（GS） | フフホト                                                         |
| 幸福航空（JR） | バダンジリン、バヤンノール、包頭、エジン旗、オルドス、西安、銀川 |